# Edsel
Edsel — упразднённая американская автомобилестроительная компания, отдельное самостоятельное подразделение Ford Motors Company. В период с 1958 по 1960 год занималась выпуском автомобилей средней ценовой категории. Высокие ожидания от проекта не оправдались и компания стала одним из самых больших провалов в истории автомобильной промышленности. Убытки Ford составили около 350 млн долларов США. Причинами провала стали многочисленные технические проблемы, странный дизайн кузова, плохие рыночные условия, что привело к непопулярности автомобиля и финансовой нерентабельности. Из-за этого продукция компании считается одной из худших за всю историю автоиндустрии.

## История бренда
После Второй мировой войны спрос на автомобили средней ценовой категории в США вырос. Основные усилия Ford сосредоточил на производстве автомобилей низкой ценовой категории, а Edsel должен был составлять конкуренцию Pontiac и Buick на рынке машин среднего ценового класса. Ford разрабатывал Edsel совместно с факультетом социологии Колумбийского университета. Под руководством Дэвида Уоллеса, главы отдела дизайна Ford, команда университета проанализировала символизм, давно ассоциирующийся с Ford и его конкурентами в сознании людей, затем потратила большое количество денег и времени на то, чтобы придумать название для нового автомобиля. В попытках подобрать название привлекались случайные граждане, но ни одно предложение не удолетворяло требованиям. Тогда Уолесс попросил придумать название для автомобиля поэтессу Марианну Мур, но и её предложения были отклонены. Затем компания Ford решила прислушаться к предложениям своих сотрудников. В общей сложности было представлено 18 тысяч названий, но и они были отклонены. После этого председатель Ford Эрнест Брич приказал назвать автомобиль Edsel в честь сына Генри Форда — Эдсела Форда.

## Продукция
За первый год планировалось продать 100 тысяч автомобилей, а маркетологи предполагали продать даже 200 тысяч. У Edsel отсутствовала собственная платформа, поэтому автомобили выпускались на заводах Ford и Mercury. Это вызвало дополнительные проблемы: в частности, сотрудники компании были не готовы к производству автомобилей незнакомой им конструкции.
Было выпущено семь различных моделей Edsel: Bermuda, Roundup, Villager, Ranger, Pacer, Corsair и Citation. По меньшей мере последние четыре из названий моделей также были предложены в качестве названия марки автомобиля. Было четыре варианта кузова автомобиля: седан, хардтоп, универсал и кабриолет. Существовало восемнадцать различных вариантов комплектаций моделей, цены на которые варьировали от 2500 до 3800 долларов США по курсу того времени, что было на несколько сотен долларов больше, чем стоимость базовых моделей Ford. Две самые дешёвые модели были построены на платформе Ford, а более дорогие Corsair и Citation — на платформе Mercury. Шестицилиндровый двигатель, которым оснащались самые дешёвые модели, развивал мощность 145 лошадиных сил. Двигатели V8 более дорогих моделей развивали 345 лошадиных сил и давали автомобилю скорость свыше 170 км в час.

### 1958

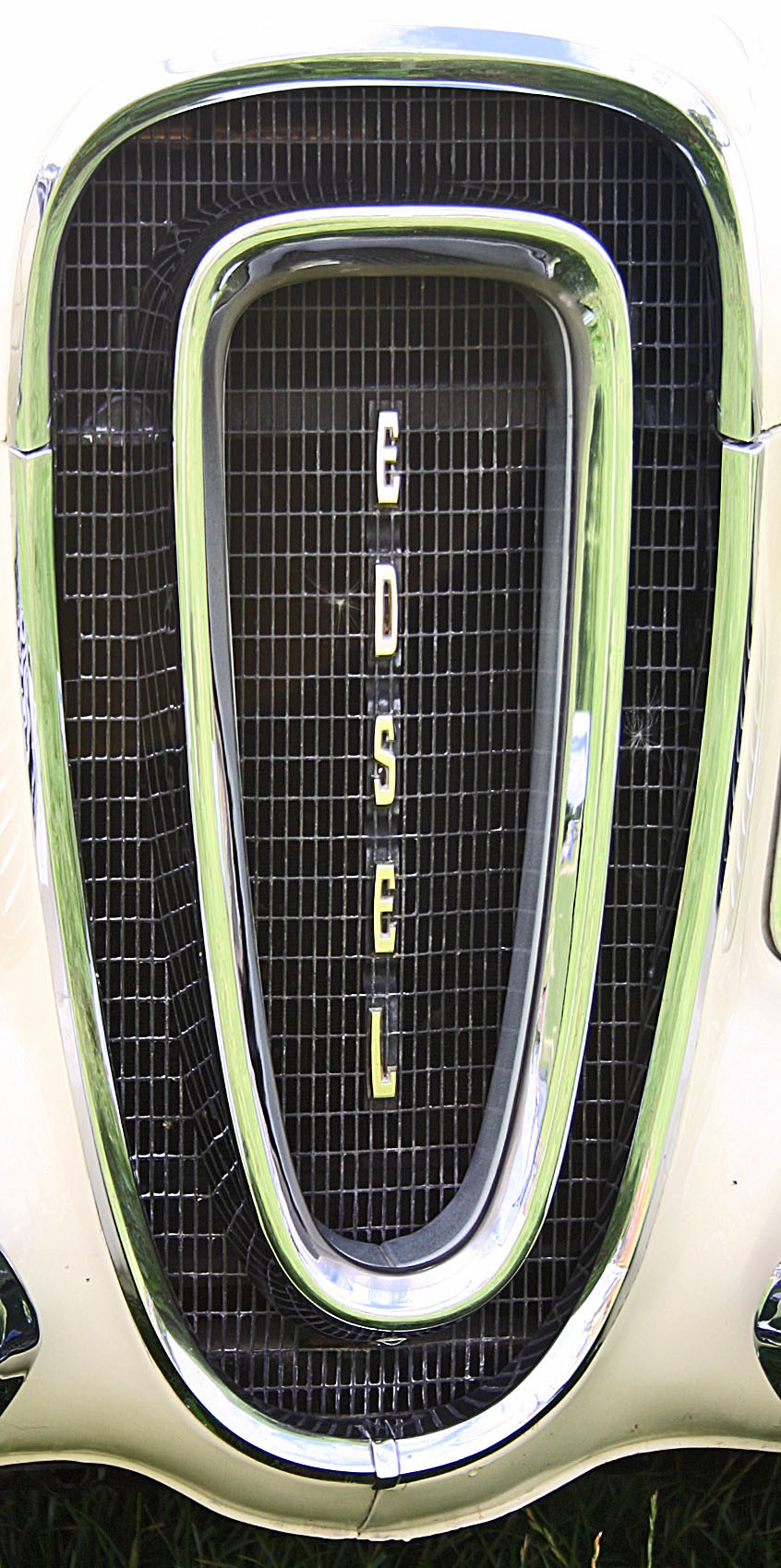
Передняя часть автомобилей Edsel

Первый выпуск автомобилей стартовал в 1958 году и происходил в двух вариациях. Первая — модели Citation и Corsair, построенные на базе Mercury, вторая — Ranger, Pacer, Bermuda, Villager и Roundup, построенные на базе автомобилей Ford. К новейшим технологиям можно было отнести переключатель «Teletouch», который служил для выбора передачи посредством нажатия кнопок в центре руля. Многие идеи Edsel, представленные в то время, были реализованы в будущем.
Стиль автомобиля был довольно необычным и большинству потенциальных клиентов не нравился. Например, из-за своей овальной формы передняя решётка получила множество оскорбительных прозвищ. Завышенные ожидания клиентов не оправдались, и это отрицательно сказалось на продажах в будущем.
Были также и внутренние проблемы производителя. Из-за неорганизованности поставок необходимых материалов сборщики часто некачественно выполняли свою работу, кроме того, некоторые детали просто не подходили друг к другу. Помимо этого, на том же конвейере, что и Edsel, происходила сборка Mercury и Ford, в связи с чем работа прерывалась. Иногда, запутавшись, сборщики забывали устанавливать компоненты на автомобиль. У дилеров детали на автомобиль часто не подходили друг к другу, не было оборудования для замены деталей или добавления аксессуаров.
Руководство в лице вице-президента Ford Роберта Макнамары мало поддерживало подразделение Edsel. Этот автомобиль был дороже других сопоставимых автомобилей, а цена лучших моделей, которые стояли первыми в зале, отпугивала потенциальных покупателей. Автомобильный рынок, к тому же, пребывал в этот период в плачевном состоянии: показатели продаж опустились до уровня, который был после окончания Второй мировой войны.
Подразделение попало в замкнутый круг: чем меньше автомобилей удавалось продать, тем больше дилеров отказывалось от сотрудничества и, как следствие, тем больше публика боялась покупать этот автомобиль.

### 1959
Планы на 1959 год были разработаны задолго до того, как были представлены модели 1958 года. Как и с 58-ми версиями, Mercury разделил стиль кузова с Edsel большой серии (Corsair и Citation), а малая серия (Ranger, Pacer) объединила Edsel с кузовом Ford 1959 года. В начале 1958 года было решено исключить большие Edsel из линейки 1959 года. Из-за провалов прошлого года модели стали выходить в единственной версии с 120-дюймовой колёсной базой. В продажу поступили 6-местные и 9-местные универсалы Villager, кабриолет Corsair, 2-дверный седан Ranger и 4-дверные седаны Corsair и Ranger.
Малые продажи 1958 года заставили сократить финансирование. В целях экономии денег переключатель «Teletouch», который изначально планировался в качестве опции для Edsel 1959 года, был убран из комплектации автомобиля. Также были убраны и уникальные элементы дизайна, из-за чего Edsel потерял некоторые отличительные черты: задние фонари были позаимствованы от Continental 1958, шасси было таким же, как у Fairlane, а приборная панель стала почти идентичной Ford. Кроме того, в результате меняющихся потребностей общества, тяготеющего к более экономичным автомобилям, доступный объём двигателя для Edsel 1959 был значительно меньше, чем у моделей 1958 года. Мощный двигатель E-475 был исключён, а E-400, который когда-то был стандартным, теперь стал высокопроизводительным вариантом. Более консервативным стал и внешний вид авто: в частности, большая характерная решётка радиатора была уменьшена и стала более похожей на фордовскую горизонтальную конфигурацию. Однако все эти изменения не дали необходимого результа и продажи упали намного ниже показателей 1958 модельного года.

### 1960
В феврале 1959 года руководство Ford разослало оставшимся дилерским центрам Edsel письмо, в котором выразило уверенность в линейке и в том, что в октябре будет представлена полностью новая модель 1960 года. Несмотря на уже плохую репутацию, компания решила дать второй шанс Edsel.
Для снижения затрат было решено отказаться от фирменного вида. Механика и форма кузова были взяты из Ford Fairlane 1960 года. Чтобы автомобили можно было отличить, решётка радиатора Edsel имела вид песочных часов в центре и внешне напоминала решётку Pontiac Bonneville 1959 года. Также автомобиль имел характерные вертикальные задние фонари, которые поднимались над задней частью кузова. Сам кузов имел единственное хромированное копьё, которое сужалось от передней колёсной арки к заднему бамперу. Несмотря на то, что автомобиль рекламировался как «Новый — Изящный — Бережливый», продажи Edsel 1960 года так и не состоялись. Поскольку производство на заводе сокращалось, несколько оставшихся дилерских центров, работавших только с Edsel, либо прекратили своё существование, либо стали сотрудничать с Lincoln и Mercury. Спустя немногим более месяца Edsel был снят с производства.

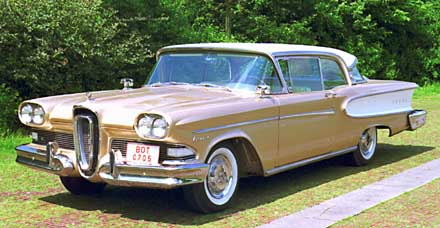
1958 Edsel Corsair
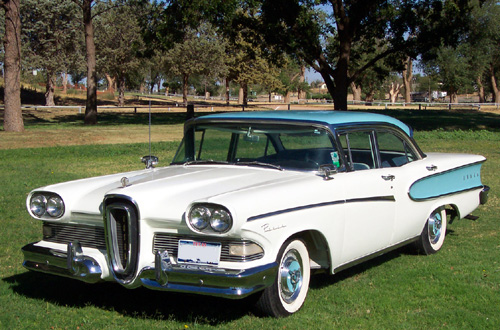
1958 Edsel Pacer
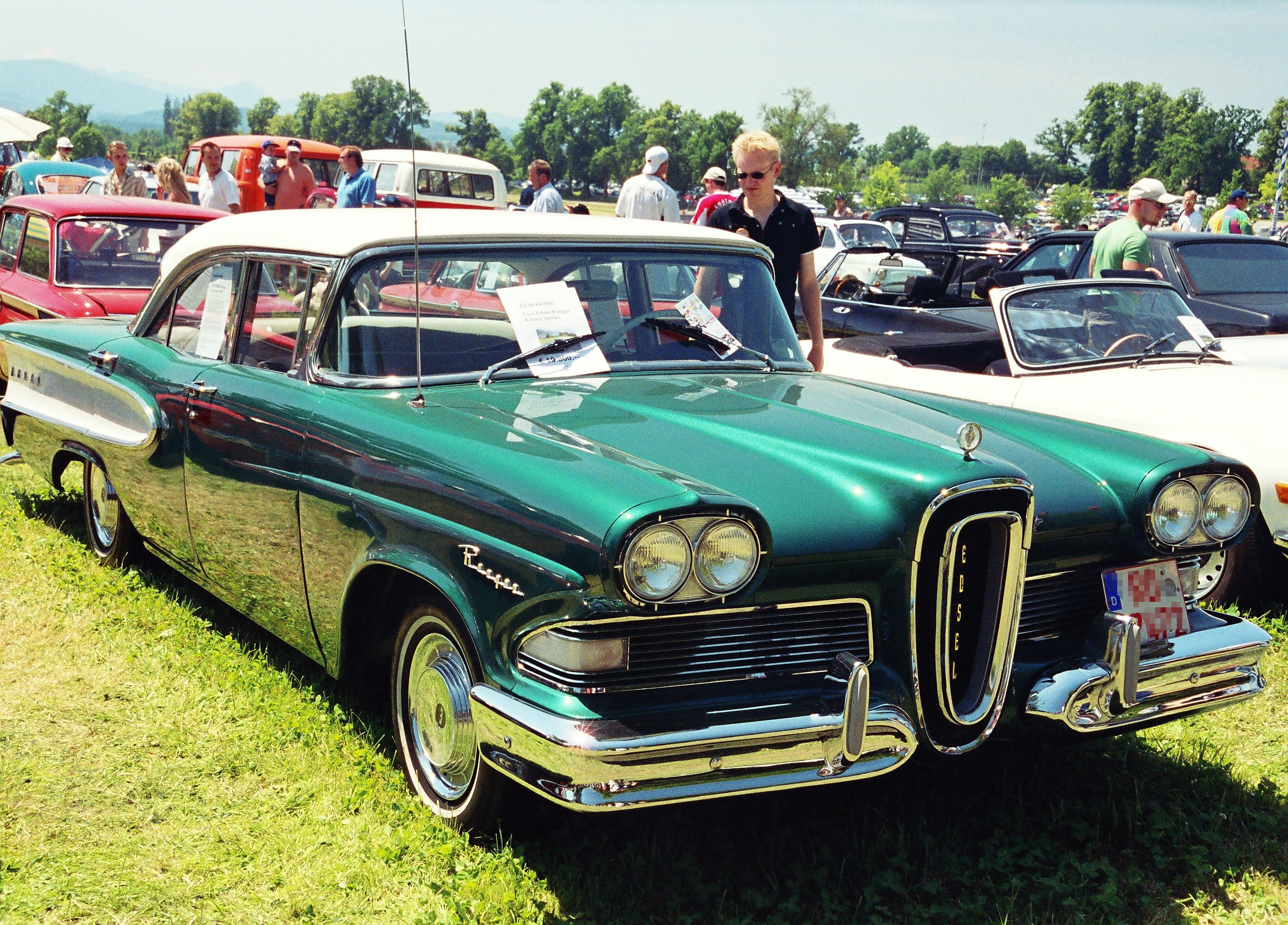
1958 Edsel Ranger
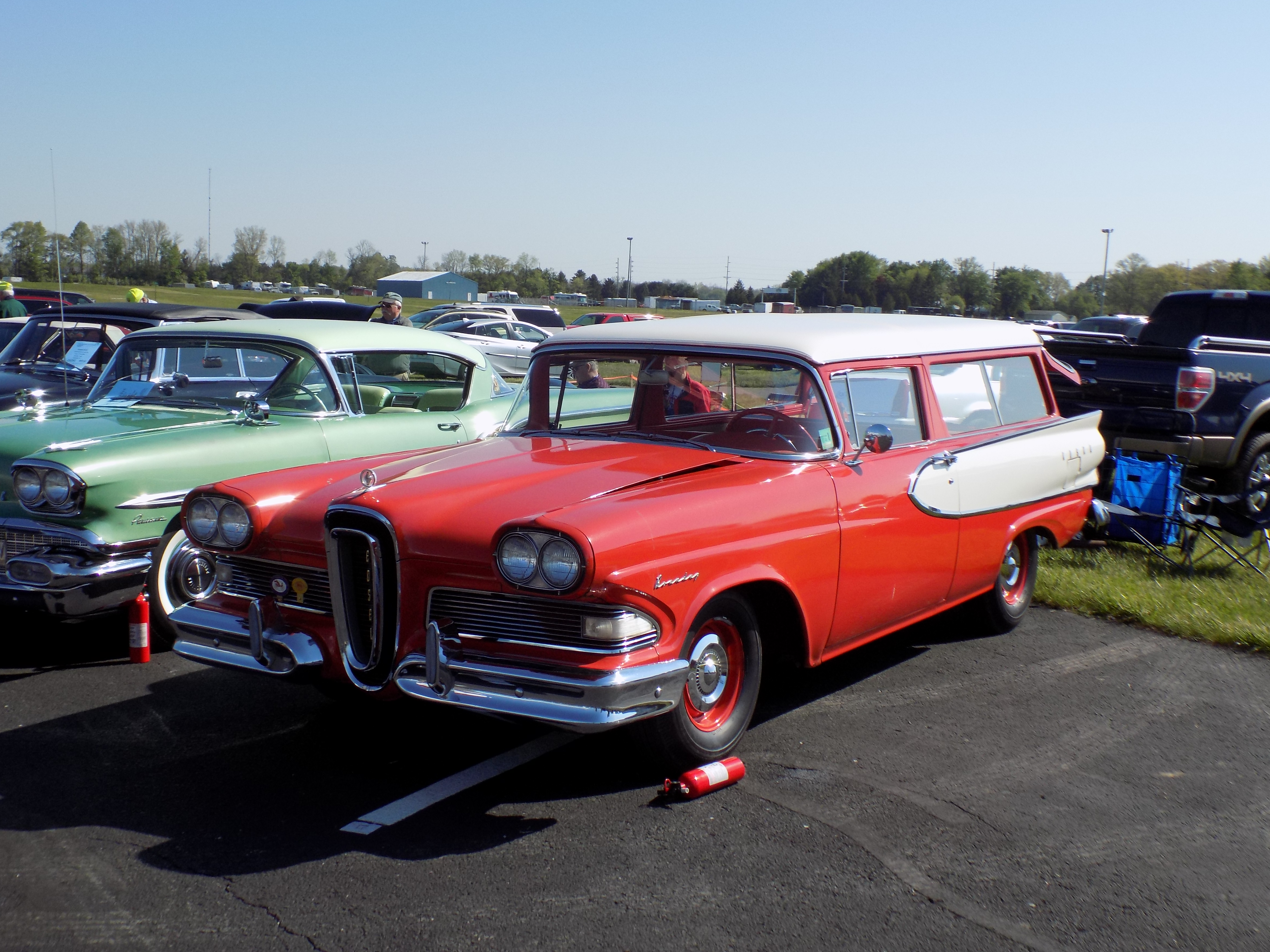
1958 Edsel Roundup
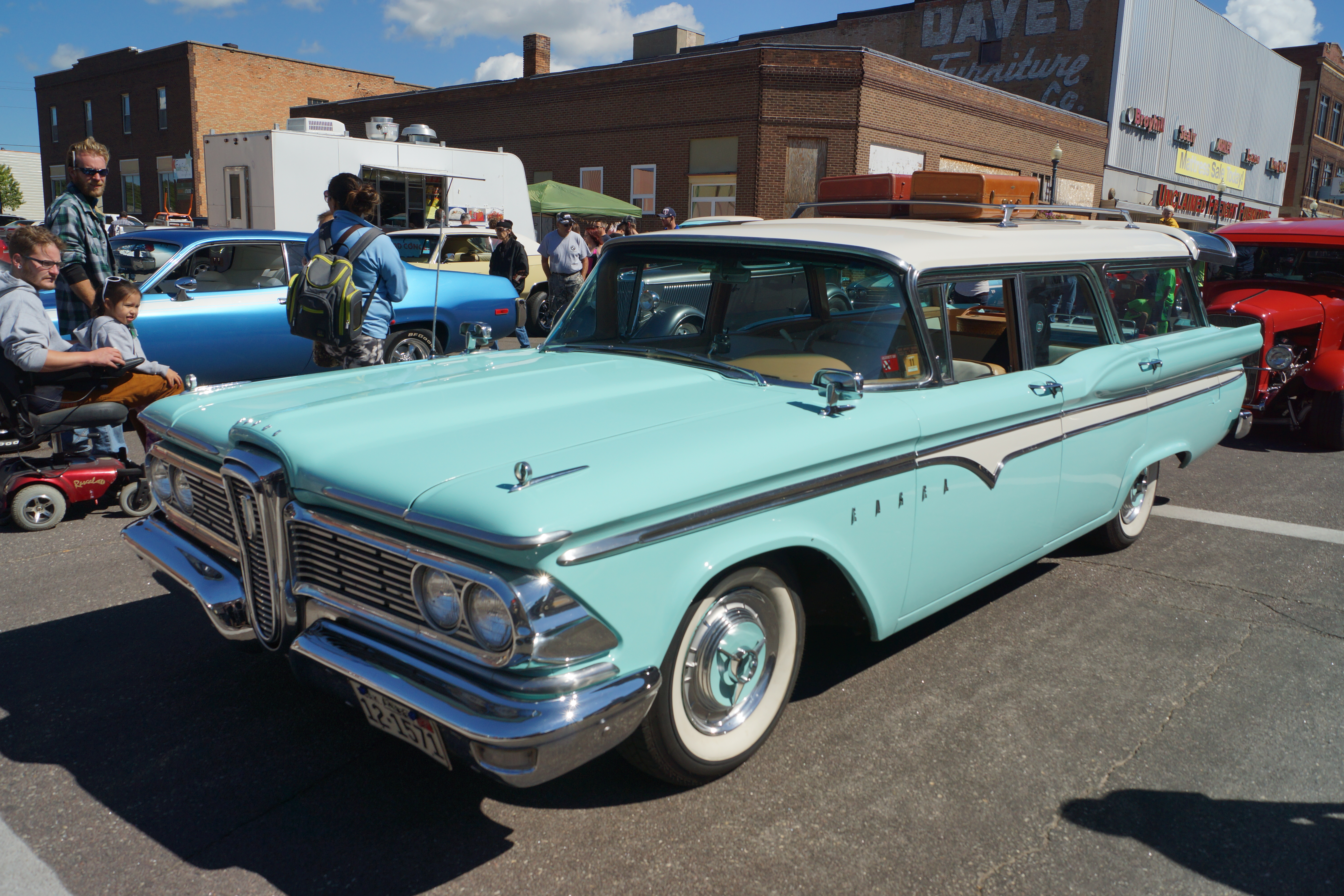
1959 Edsel Villager
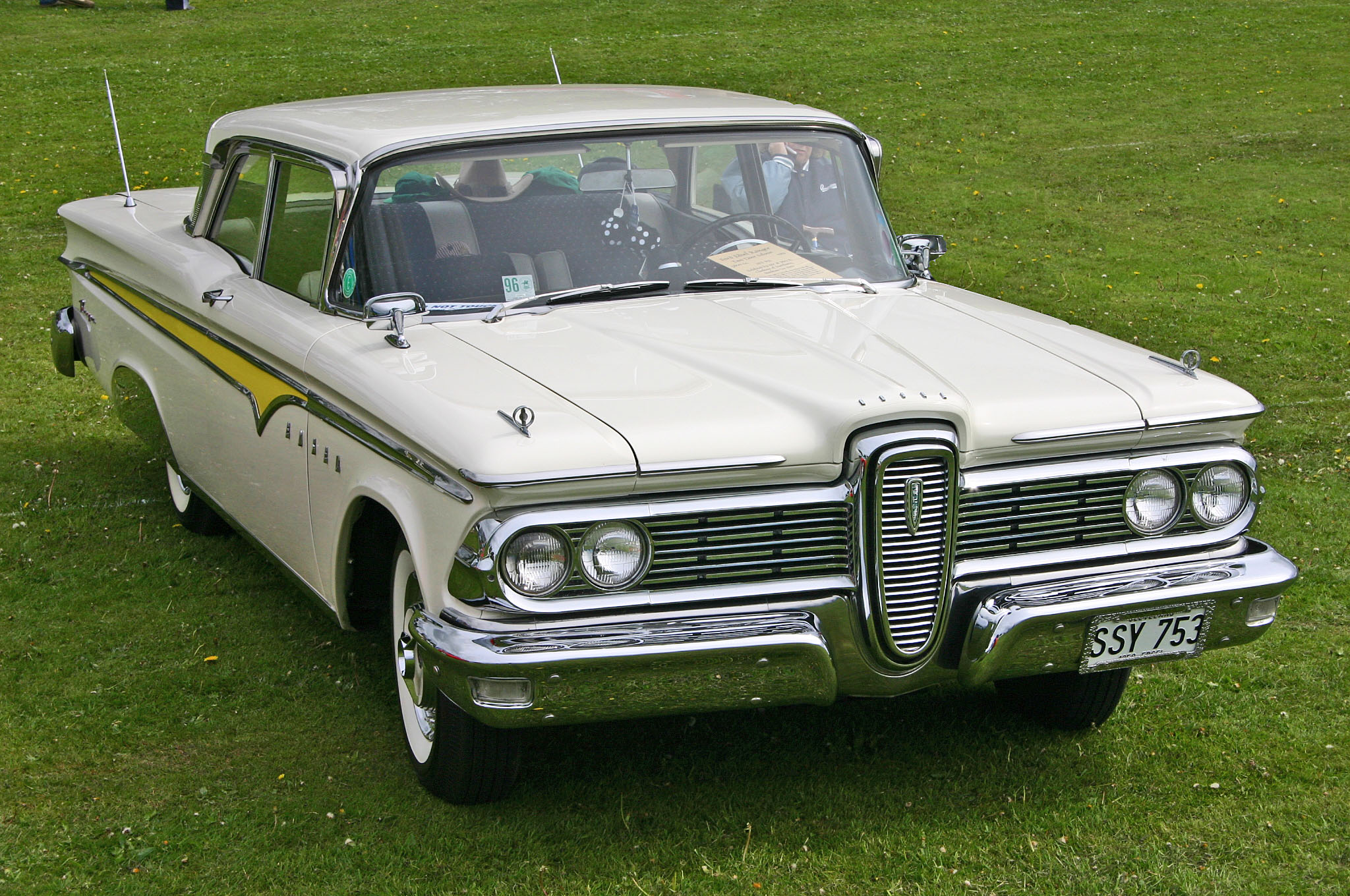
1959 Edsel Ranger
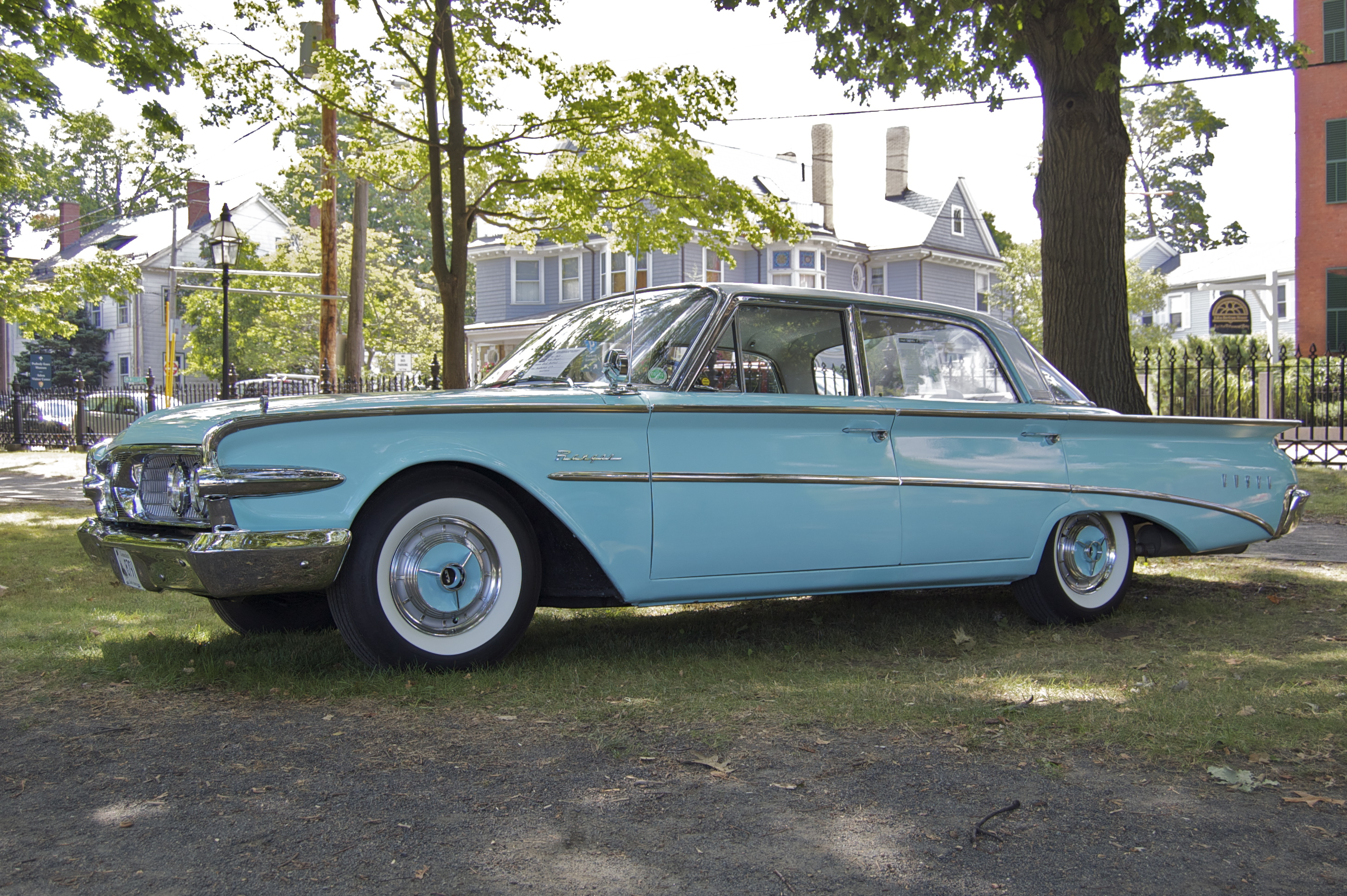
1960 Edsel Ranger

## Выпуск и продажи
Вначале продажи автомобилей Edsel сопровождались огромным ажиотажем. До официального запуска производства не было опубликовано ни одной фотографии полностью собранного автомобиля, а представителям округа и прессе были представлены лишь фотографии запчастей. Впервые публика увидела автомобиль 4 сентября 1957 года на церемонии открытия компании, носившей название «E-day». Благодаря широкой рекламной кампании на открытие пришло более двух с половиной миллионов человек, большинство из которых оказалось разочаровано автомобилем.
Для увеличения продаж Edsel рекламный отдел Ford решил начать продвижение автомобиля с помощью пони. Ford купил тысячу пони и разослал их по дилерским центрам Edsel. Каждый, кто испытывал их автомобиль, мог принять участие в розыгрыше, где призом был пони или 200 долларов, на выбор победителя. Данная акция увеличила количество водителей-испытателей, но большинство участников выбирали деньги. Сотни пони были отосланы обратно.
За первый год было продано всего 63 110 единиц Edsel. Цифры превысили результаты продаж Chrysler, DeSoto и Lincoln, которые боролись за долю рынка в том же классе автомобилей, но им было далеко до цели Ford в 100 тысяч автомобилей. В следующем году продажи упали до 45 тысяч, а в 1960 году Ford прекратил выпуск Edsel после того, как было продано 2846 автомобилей. Кампания стала одним из крупнейших провалов в истории автомобилестроения, обойдясь Ford, по разным оценкам, от 250 до 350 млн долларов.

## Edsel Comet 1960
Comet планировался как автомобиль, который может дать вторую жизнь Edsel. Несмотря на хороший дизайн, проект был свёрнут, а компанию закрыли. Проект подхватил Mercury (подразделение Ford) и Comet получил новую жизнь.
Автомобиль Edsel имел несколько экспериментальных «глиняных» моделей различных частей кузова. Многие детали напоминали модификации Edsel 1960: например, изменённая решетка радиатора, которая стала более узкой. Подобный стиль напоминал успешный Pontiac Tempest. Было представлено ещё несколько вариаций разных частей кузова: с диагональными задними фарами, которые устанавливались на Mercury Comet; с вертикальными задними фарами, как на универсале Falcon; с четырёхугольными фарами спереди; с двойными фарами спереди; на одной из моделей стояла переработанная вариация конского хомута спереди; с решеткой радиатора, которая шла полосами от бампера до основания ветрового стекла. Все эти варианты могли стать опциональными для будущих автомобилей.

## Современное состояние
По прошествии времени стало понятно, что плохая репутация автомобилей Edsel в большей степени связана с неудачным временем выхода этой марки на рынок, чем с самими автомобилями. Поскольку было продано малое количество экземпляров, автомобили Edsel популярны среди коллекционеров: коллекционер Джим Попп утверждал, что в 2007 году отреставрированный или почти новый «Эдсел» стоил в среднем около 100 тысяч долларов, а стоимость самых редких моделей доходила до 200 тысяч долларов.

## Комментарии
1. ↑  «Глиняной» называют демонстрационную модель, выполненную из специального скульптурного пластилина.